# ボーネルンド
ボーネルンド (BørneLund) は日本の玩具会社。

## 概要
子の育成に必要な「あそび」の遊具と環境を提供するため、1981年（昭和56年）7月7日に設立した。「ボーネルンド」はデンマーク語の「børne（子ども）」と「lund（森）」に由来する。
「あそぶことは生きること」をキャッチフレーズに知育玩具や育児用具などを、輸入、開発、販売する。遊具を各国から輸入し、積み木、木琴などもを開発する。直営店の「フラッグシップショップ」や百貨店テナントの「ボーネルンドショップ」など日本国内の75店舗で、育児情報誌『あそびのもり』を配布するほか、オンラインショップがある。
2005年から屋内施設の「ボーネルンドあそびのせかい」や「KID-O-KID（キドキド）」を全国で展開するほか、ボーネルンドが企画した長崎県ハウステンボスの「キンダージム」、世田谷区瀬田の「こどものあそびばピアレッティ」がある。
創業当初から、育児施設や病院、公園など屋内外の公共施設全国3万か所に幼児の遊技場を設けた。

## 遊具選択基準
- 色彩：色彩認識を涵養させる。
- デザイン性：自然に心と身体が動き出すデザイン。
- 音：美しい音。
- 安全性：CEマークのほかに独自基準。

## フラッグシップショップ
- ボーネルンド本店（原宿）
- ボーネルンド札幌・大通り店（北海道）
- ボーネルンド星が丘テラス店（愛知）
- ボーネルンド福岡店（福岡）
- ボーネルンドMARK IS みなとみらい店（神奈川）

## キドキド（インドアプレイグラウンド）
- キドキド パサージオ店 （東京・西新井）
- キドキド イオンモールむさし村山店（東京・武蔵村山）
- キドキド よみうりランド店（東京・稲城）
- キドキド セレオ八王子店（東京・八王子）
- キドキド 川崎ルフロン店（神奈川・川崎）
- キドキド MARK IS みなとみらい店（神奈川・みなとみらい）
- キドキド たまプラーザテラス店（神奈川・たまプラーザ）
- キドキド テラスモール湘南店（神奈川・辻堂）
- キドキド ららぽーとTOKYO-BAY店（千葉・南船橋）
- キドキド　グランフロント大阪店　(大阪・梅田)

## 事業所
- 東京本社（東京都渋谷区）
- 札幌営業所
- 名古屋営業所
- 大阪営業所
- 福岡営業所
- 物流センター（埼玉県上尾市）

## 主な取扱先
子ども用生活道具の輸入総代理店として下記を扱う。
- GALT ガルト（イギリス） - 英国最古の教育玩具メーカー
- GEUTHER ゴイター（ドイツ） - 木製子ども用家具
- JOYTOY ジョイトーイ（オランダ） - ルーピング遊び
- MALTE HAANING マルタハニング（デンマーク） - ビーズ・モザイク遊具
- DANTOY ダントーイ（デンマーク） - 外遊び、ごっこ遊び用遊具
- MANHATTAN TOY マンハッタントーイ（アメリカ） - 布製赤ちゃん用遊具
- SIGIKID シギキット（ドイツ） - ぬいぐるみ（インテリア遊具）

## テレビ番組
- 日経スペシャル カンブリア宮殿「“遊び場づくり”で人を呼び込む！ ボーネルンド 驚きの集客術」（2025年1月23日放送、テレビ東京系列）- 会長の中西弘子がスタジオ出演[1]。